# Xysticus joyantius
Xysticus joyantius là một loài nhện trong họ Thomisidae.
Loài này thuộc chi Xysticus. Xysticus joyantius được Benoy Krishna Tikader miêu tả năm 1966.